# Gli allegri compari
Gli allegri compari (Two Chips and a Miss) è un film del 1952 diretto da Jack Hannah. È il secondo cortometraggio d'animazione della serie Cip & Ciop, distribuito negli Stati Uniti dalla RKO Radio Pictures il 21 marzo 1952. Dal 1989 viene distribuito col titolo Due scoiattoli e una miss.

## Trama
Dal loro albero nel parco, Cip e Ciop si fanno beffe della movida cittadina, quindi vanno a letto. Entrambi hanno ricevuto un messaggio da Clarice, una scoiattolina cantante, che ha dato loro appuntamento per quella sera. All'insaputa l'uno dell'altro, Cip e Ciop rivelano di avere un frac con cilindro sotto pigiama e cuffia da notte e si recano all'Acorn Club, un nightclub in un albero in cui lavora Clarice. Arrivati entrambi alla porta del camerino di Clarice, i due iniziano a litigare e a mettersi in ridicolo a vicenda, finché Clarice non viene chiamata sul palco per cantare "My Destiny". Cip e Ciop corrono quindi a un tavolo per guardarla estasiati. Clarice, verso la fine della sua canzone, prende un fiore e lo lancia ai due, facendoli correre sul palco per prenderlo finché Cip non si imbatte nel pianoforte e inizia a suonarlo, attirando la sua attenzione. Ciop allora afferra un basso e i due fanno una sfida musicale. Entrambi ricevono un bacio sulla guancia da Clarice, e si uniscono a lei cantando "Little Girl". Quando però Cip e Ciop cercano di baciarla, Clarice si abbassa e i due finiscono per baciarsi tra loro.

## Distribuzione

### Edizione italiana
Il cortometraggio fu distribuito nei cinema italiani il 27 agosto 1955, in lingua originale, all'interno del programma Carosello disneiano. Fu doppiato per la distribuzione in VHS nel 1985 dalla Royfilm, che si occupò anche di ridoppiarlo quattro anni dopo.

### Edizioni home video

#### VHS
America del Nord
- Nuts About Chip 'n' Dale (1989)

Italia
- Le avventure di Cip e Ciop (aprile 1985)[3]
- Le avventure di Cip e Ciop (settembre 1989)[4]
- Topolino amore mio (febbraio 1996)[5]

#### Laserdisc
- Mickey & The Gang / Nuts About Chip 'n' Dale (1989)

#### DVD
Il cortometraggio fu distribuito in DVD-Video in America del Nord nella raccolta Starring Chip 'n' Dale, uscita l'11 gennaio 2005 come quarto volume della collana Classic Cartoon Favorites. In Italia fu invece inserito nel DVD Cip & Ciop - Guai in vista, uscito il 12 maggio 2005.